# Pristimantis avius
Pristimantis avius là một loài động vật lưỡng cư trong họ Strabomantidae, thuộc bộ Anura. Loài này được Myers & Donnelly miêu tả khoa học đầu tiên năm 1997.
Nó được tìm thấy ở Venezuela và có thể cả Brasil. Môi trường sống tự nhiên của nó là các khu rừng vùng núi ẩm nhiệt đới hoặc cận nhiệt đới.